# Анашин, Владимир Сергеевич
Владимир Сергеевич Анашин (род. 1951) — математик, специалист по криптографии, доктор физико-математических наук, профессор РГГУ и ВМК МГУ.

## Биография
Окончил московскую физико-математическую школу № 444. Окончил механико-математический факультет МГУ в 1973 г. До 1992 г. работал в НИИ автоматики.
Доктор физико-математических наук (1992). Профессор. Декан факультета защиты информации и заведующий кафедрой фундаментальной и прикладной математики РГГУ (с 1992). Профессор кафедры информационной безопасности факультета ВМК МГУ (c 2017). Приглашённый профессор университета L'université de Picardie Jules Verne (Франция) и Китайской академии наук.
Читает курсы лекций: Математические основы криптологии, Математическая и программная защита информации, Математические модели генераторов случайных чисел, Поточные шифры, спецкурс Методы неархимедова анализа в криптографии.
Научные интересы: Математические методы в криптографии: неархимедова динамика, алгебра (теория групп, теория колец, полиномиальная алгебра), теория чисел (p-адические числа, автоматные числа), теория автоматов (поведение автоматов как динамических систем с дискретным временем), математическая криптография.
Автор 39 научных статей, 3-х книг, 25 докладов на конференциях. Под руководством Анашина защищено 3 кандидатских диссертации.
Член редколлегии журнала p-adic Numbers, Ultrametric Analysis and Applications. 
Рецензент научных журналов: 
Journal of Number Theory, 
Finite Fields and Their Applications, 
Designs, Codes, and Cryptography, 
Journal of Mathematical Analysis and Applications, 
Paladyn. Journal of Behavioral Robotics, 
Дискретная математика, 
Известия РАН (серия математическая).